# NASA TV
NASA TV是美国国家航空航天局（NASA）运营的一个电视台。

## 简介
NASA TV提供三个电视频道，包括24小时直播或录播航天活动以及播出纪录片的“公共频道”（Public Channel，又称NTV-1，通常NASA TV也专指该频道）、播出航天活动相关新闻及访谈的“媒体频道”（Media Channel，又称NTV-3），以及一个超高清电视频道“NASA TV UHD”。由于NASA为美国联邦政府机构，故NASA TV的节目属于公有领域。NASA TV通过卫星电视及互联网覆盖全球；美国国内的一些地面电视、有线电视和OTT平台业者业者也会转播NASA TV的节目，一些业余电视爱好者也会在非通联时段转播NASA TV的节目。